# Team B
A Team B (em português: Equipa B ou Equipe B) foi um exercício de análise competitiva encomendado pela Agência Central de Inteligência (CIA) para analisar as ameaças que a União Soviética representava à segurança dos Estados Unidos. Foi criado, em parte, devido a uma publicação de 1974 de Albert Wohlstetter, que acusou a CIA de subestimar cronicamente a capacidade militar soviética. Anos de Estimativas Nacionais de Inteligência (ENI), que mais tarde foram demonstradas como muito erradas, foram outro fator motivador.
O presidente Gerald Ford iniciou o projeto Team B em maio de 1976, convidando um grupo de especialistas externos para avaliar informações classificadas sobre a União Soviética. A Team B, aprovada pelo então Diretor da Inteligência Central, George HW Bush, era composta por “peritos externos” que tentaram contrariar os argumentos dos responsáveis pelos serviços de informações da CIA. A comunidade de inteligência estava a elaborar a sua própria avaliação ao mesmo tempo.

Arsenais nucleares dos Estados Unidos e da União Soviética/Rússia. Os soviéticos esforçaram-se por alcançar a "superioridade nuclear", especialmente em termos de números de ICBM, a partir da década de 1970, o que, num projeto de história oral realizado anos mais tarde, tinha como objetivo ultrapassar Washington.

A Team B concluiu que o NIE sobre a União Soviética, compilado e produzido anualmente pela CIA, subestimou cronicamente o poder militar soviético e interpretou mal as intenções estratégicas soviéticas. As suas conclusões foram divulgadas à imprensa pouco depois da vitória de Jimmy Carter nas eleições presidenciais de 1976, numa tentativa de apelar aos anticomunistas convictos de ambos os partidos e também para não parecer partidário.   Os relatórios da Team B tornaram-se a base intelectual para a ideia da "janela de vulnerabilidade" e do aumento maciço de armas que começou no final da administração Carter e se acelerou sob o Presidente Ronald Reagan .
Alguns académicos e decisores políticos, incluindo Anne Hessing Cahn da Agência de Controlo de Armas e Desarmamento, criticaram mais tarde as conclusões do projeto da Team B. Muitos destes especialistas argumentaram que as conclusões eram grosseiramente imprecisas.

## Criação
Vários intelectuais conservadores da política externa estavam preocupados que os EUA estivessem a sacrificar a posição estratégica no início da década de 1970 ao adotar a détente . Em resposta, Albert Wohlstetter, professor da Universidade de Chicago, acusou a CIA de subestimar sistematicamente a implantação de mísseis soviéticos no seu artigo de 1974 na Foreign Policy, "Is There a Strategic Arms Race?" Wohlstetter concluiu que os Estados Unidos estavam a permitir que a União Soviética alcançasse a superioridade militar ao não fechar uma lacuna de mísseis percebida. Muitos conservadores então começaram a atacar conjuntamente a avaliação anual da CIA sobre a ameaça soviética.
O Chefe de Gabinete do Presidente Ford, Donald Rumsfeld, começou a fazer discursos argumentando que os soviéticos estavam a ignorar os tratados do Secretário de Estado Henry Kissinger e secretamente a construir as suas armas para que pudessem eventualmente atacar os Estados Unidos. Rumsfeld usou a sua influência para persuadir Ford a estabelecer um inquérito independente. Rumsfeld e Paul Wolfowitz queriam criar uma imagem muito menos caridosa da União Soviética, as suas intenções e as suas visões sobre lutar e vencer uma guerra nuclear. A organização escolhida pelo governo Ford para desafiar a análise da CIA foi o Conselho Consultivo de Inteligência Estrangeira do Presidente (PFIAB).
Em 1975, membros da PFIAB pediram ao diretor da CIA, William Colby, que aprovasse um projeto que resultaria em avaliações comparativas da ameaça soviética. Colby recusou, afirmando que era difícil "imaginar como um grupo independente ad hoc de analistas poderia preparar uma avaliação mais completa e abrangente das capacidades estratégicas soviéticas do que a comunidade de inteligência". Colby foi removido de seu cargo no Massacre de Halloween de novembro de 1975; Ford afirmou que tomou a decisão sozinho, mas a historiografia do "Massacre de Halloween" parece apoiar as alegações de que Rumsfeld havia feito lobby com sucesso para isto.
Quando George H. W. Bush se tornou Diretor da Central de Inteligência em 1976, o PFIAB renovou o seu pedido de avaliações comparativas de ameaças . Embora os seus principais analistas tenham argumentado contra tal empreendimento, Bush consultou a Casa Branca, obteve autorização e, em 26 de maio, aprovou a experiência. Uma equipa de 16 "especialistas externos" deveria analisar de forma independente dados altamente confidenciais usados pela comunidade de inteligência para avaliar as forças estratégicas soviéticas nas Estimativas Nacionais de Inteligência anuais.
Haviam três equipas:
- Uma estudou as capacidades soviéticas de defesa aérea de baixa altitude,
- Outra examinou a precisão dos mísseis balísticos intercontinentais (ICBM) soviéticos
- A terceira investigou a política estratégica e os objetivos soviéticos.

Foi a terceira equipa, presidida pelo professor da Universidade de Harvard, Richard Pipes, que acabou por receber mais publicidade. Agora é chamada de Equipa B.

### Membros
A Equipa B do PFIAB era liderada por Richard Pipes, um historiador de Harvard e especialista em história russa. Os membros da Equipa B incluíam Daniel O. Graham, Thomas Wolf, John Vogt e William Van Cleave . Os conselheiros incluíam Foy D. Kohler, Seymour Weiss, Jasper Welch, Paul Wolfowitz e Paul Nitze, que foram fundamentais na criação do Comité sobre o Perigo Presente (CPD) em 1950. Os seus objetivos eram aumentar a consciencialização sobre o suposto domínio nuclear dos soviéticos e pressionar os líderes americanos a fechar a lacuna dos mísseis.

### Secções detalhadas

#### Parte Um
- Análises sobre os objetivos estratégicos soviéticos subjacentes às ENI e às suas deficiências

A primeira secção do relatório tratou das críticas da equipe à avaliação das ENI sobre os objetivos estratégicos soviéticos. A conclusão do relatório foi que as ENI estavam, em grande parte, equivocadas ao considerar as ações estratégicas soviéticas principalmente como uma resposta ao seu histórico de invasões e que as ENI ignoraram ou interpretaram mal as evidências de que a maioria das ações estratégicas soviéticas eram de natureza ofensiva, e não defensiva. O relatório também rejeitou a conclusão das ENI de que, à medida que a União Soviética se tornasse mais poderosa e capaz, a sua política externa também se tornaria menos agressiva.

#### Parte Dois
- Uma crítica à interpretação das ENI de certos desenvolvimentos estratégicos soviéticos

A segunda secção do relatório consistia principalmente em críticas às conclusões das ENI sobre os programas de armas estratégicas soviéticas, como eles são integrados às forças soviéticas convencionais e quais impactos têm sobre os objetivos e planos estratégicos soviéticos. O relatório argumentava que as ENI subestimaram a ameaça representada pelos programas de armas estratégicas soviéticas e que o desenvolvimento e a implantação de diversas novas plataformas de armas e os avanços nas tecnologias existentes alterariam drasticamente as vantagens que os Estados Unidos e a OTAN tinham sobre o Pacto de Varsóvia. O relatório citou as seguintes áreas específicas para reforçar a sua avaliação:
- Programas soviéticos de mísseis balísticos intercontinentais (ICBM) e de mísseis balísticos lançados de submarinos (SLBM): O relatório citou o recente desenvolvimento da tecnologia soviética de mísseis MIRV, juntamente com uma rápida modernização das capacidades de direcionamento dos ICBM e dos SLBM, para argumentar que as NIE estavam a subestimar o impacto da sofisticação, eficácia e ameaça de superioridade numérica que o programa soviético de mísseis estratégicos representava.
- Fatores económicos: As NIE viam os gastos militares soviéticos como limitados à atividade económica de maneira semelhante à do Ocidente. O relatório também se opôs a esta conclusão, argumentando que, em retrospetiva, as estimativas anteriores dos orçamentos militares soviéticos estavam longe de serem precisas. Eles citaram a estimativa das NIE de 1970 do orçamento militar soviético como sendo apenas metade do seu valor real, e que este número ainda estava a ser usado como base para as estimativas atuais. Usando esses números, o relatório concluiu, subestimou muito os recursos disponíveis para os militares soviéticos e, consequentemente, subestimou a capacidade potencial. O relatório argumentou que os soviéticos não tinham as mesmas restrições financeiras que o Ocidente, armas versus manteiga, porque como uma ditadura, a União Soviética era menos responsável pelo seu orçamento.
- Defesa Civil: Tanto o relatório das NIE quanto o da Equipa B observaram que o nível de sofisticação, escopo e expansão da defesa civil nuclear era incomparável. E embora o fortalecimento soviético das instalações militares e governamentais tenha sido abordado pelas NIE, o relatório argumentou que este foi um fator significativo na determinação de que o planeamento estratégico soviético estava mais focado numa guerra nuclear ofensiva do que numa postura defensiva ou dissuasiva.
- Mísseis Móveis: O relatório também reclamou que as NIE não abordaram adequadamente as questões em torno da implantação soviética planeada do sistema de mísseis móveis SS-X-16. O SS-X-16, implantado como SS-16, foi o primeiro míssil balístico intercontinental móvel implantado pela União Soviética. Como foi construído a partir da plataforma SS-20 (um míssil nuclear de alcance intermediário), argumentou-se que o SS-20 poderia ser convertido rápida e secretamente no SS-16 de longo alcance em tempos de crise e seria uma porta dos fundos em torno do Tratado SALT I.
- Bombardeiro Backfire: A recente implantação e as capacidades do Tupolev Tu-22M, designado "Backfire" pela OTAN, também foram abordadas. Assim como com os ICBMs móveis, as NIE teriam subestimado o desempenho atual e potencial do Backfire e, como tal, designou-o como um bombardeiro de curto alcance semelhante ao F-111, em capacidades. O relatório argumentou que o potencial do bombardeiro, tanto em alcance quanto em armamentos, significava que era mais apropriado classificá-lo como uma plataforma estratégica de longo alcance, impactando assim a ameaça nuclear estratégica soviética total.
- Capacidade anti-satélite: O relatório argumentou que havia provas mais fortes do que as apresentadas pelas NIE de uma intenção soviética de desenvolver a capacidade anti-satélite e que, apesar do julgamento contrário das NIE, os soviéticos estavam a combinar a investigação energética dirigida para este fim.
- Guerra Antissubmarina: O relatório argumentou que, apesar da avaliação das NIE na sua previsão de 10 anos de que a Marinha Soviética não estava a desenvolver agressivamente ferramentas de deteção de ASW mais precisas e não seria capaz de implantar novas capacidades de ASW mais avançadas nos próximos 10 anos, as evidências nas NIE sugeriram que eles haviam aumentado significativamente a P&D de ASW, incluindo métodos não acústicos de deteção. O relatório alertou que, para determinar a extensão real do desenvolvimento de ASW soviético, seriam necessárias significativamente mais investigações e acesso a materiais classificados, já que a Marinha dos EUA não divulgaria os seus dados para a Equipa B ou para a CIA. Eles enfatizaram que a probabilidade de invesrigação avançada de ASW soviética era maior que zero, como as NIE insinuaram que era.
- Mísseis Antibalísticos: Embora o Tratado de Mísseis Antibalísticos de 1972 tenha interrompido o desenvolvimento e a implantação da maior parte da tecnologia ABM, houve exceções para os sistemas ABM ao redor de Moscovo e da Base Aérea de Grand Forks, na Dakota do Norte . O relatório argumentou que, uma vez que as NIE admitiram que a investigação e o desenvolvimento soviéticos de ABM continuavam num ritmo semelhante em tamanho e escopo ao que era antes do Tratado ABM em 1972, era provável que a tecnologia soviética de ABM fosse maior do que as NIE concluíram.

## Críticas
A Equipa B concluiu que a União Soviética não aderiu à doutrina de destruição mútua assegurada, mas acreditava que poderia vencer uma guerra nuclear de imediato. Pipes — no seu artigo no Commentary — argumentou que a CIA sofria de "imagem espelhada" (ou seja, de presumir que o outro lado tinha que — e de facto — pensar e avaliar exatamente da mesma maneira); Pipes escreveu ainda que a Equipa B demonstrou que o pensamento soviético baseava-se em vencer uma guerra nuclear (ou seja, não evitar tal guerra devido à MAD, porque, escreveu Pipes, os soviéticos estavam a construir mísseis nucleares MIRV de alto rendimento e alta precisão — apropriados para atacar silos de mísseis reforçados, mas não necessários para locais de "reféns" tão grandes e vulneráveis como cidades). Isto foi chocante para muitos na época, mas Pipes argumenta que mais tarde, após o colapso da União Soviética, provou-se ser verdade.
Também em 2003, Edward Jay Epstein afirmou que a Equipa B tinha sido um exercício útil de análise competitiva.
Derek Leebaert, professor de governo na Universidade de Georgetown, apoiou a Equipa B no seu livro de 2002, The Fifty Year Wound: How America's Cold War Victory Shapes Our World.  Embora concorde que "a Estimativa Nacional de Inteligência alternativa da Equipa B continha os seus próprios erros", Leebaert afirma que as "fontes russas agora mostram que os analistas da Equipa B estavam fundamentalmente corretos em todas as questões-chave". Leebaert ainda diz que quando a Equipa B e a CIA debateram os seus relatórios em 1976, a CIA "concedeu todos os pontos essenciais sobre a estratégia de guerra nuclear soviética aos seus críticos mais severos".